# Carpotroche brasiliensis

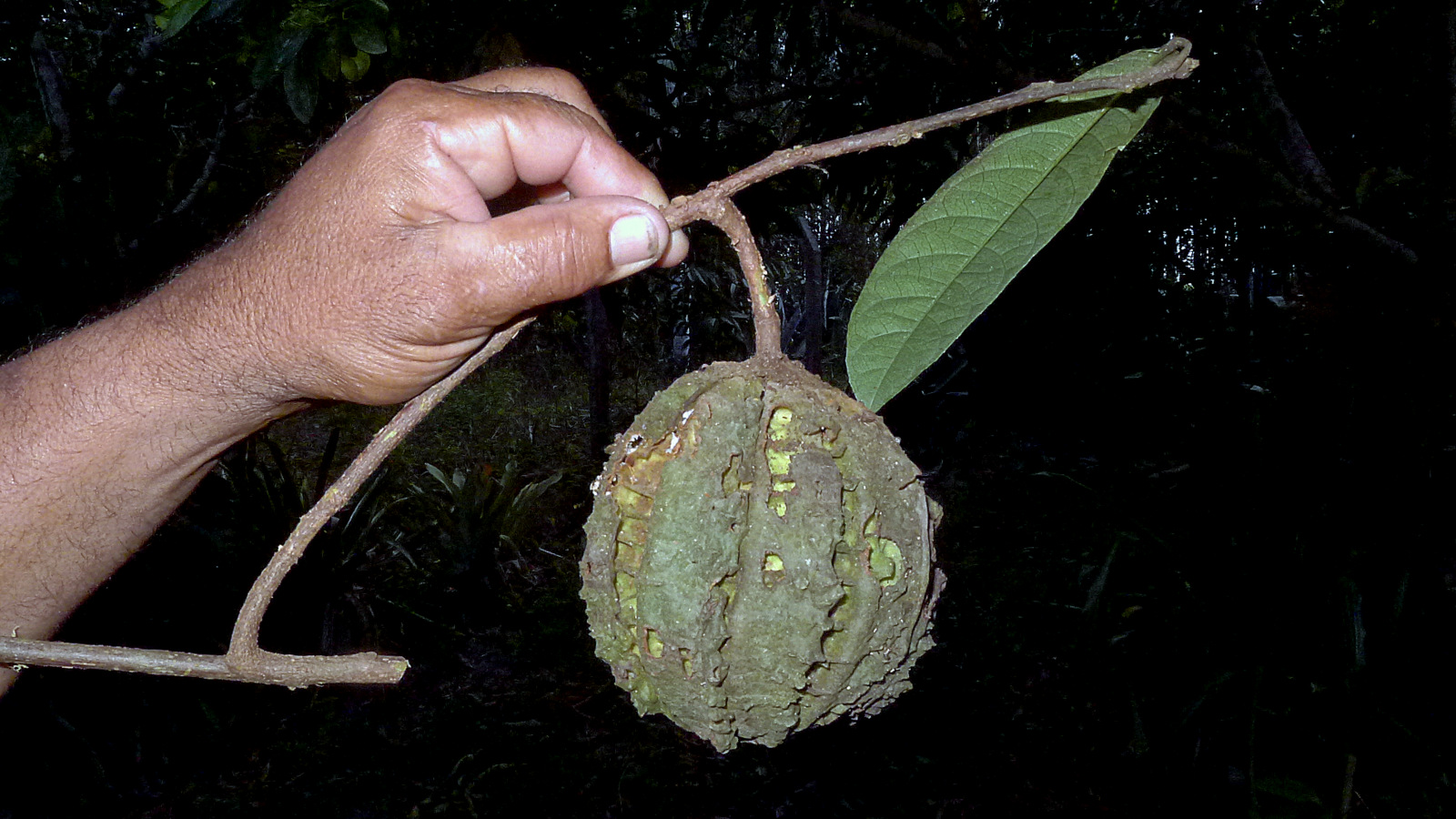
Frucht

Carpotroche brasiliensis ist ein Baum in der Familie der Achariaceae aus dem östlichen und nördlichen Brasilien.

## Beschreibung
Carpotroche brasiliensis wächst als langsamwüchsiger, immergrüner Baum etwa 10–20 Meter hoch, seltener als Strauch. Der Stammdurchmesser erreicht etwa 25–40 Zentimeter.
Die wechselständigen, einfachen Laubblätter sind kurz gestielt und gehäuft an den Zeigenden angeordnet. Sie sind etwa 10–25 Zentimeter lang, leicht ledrig, ganzrandig bis schwach gesägt oder gekerbt, verkehrt-eiförmig bis elliptisch und meist spitz bis zugespitzt, seltener stumpf. Die Spreite ist schwach behaart, oberseits dunkelgrün und unterseits heller. Der kurze Blattstiel ist bis zu 3 Zentimeter lang. Die Nervatur ist gefiedert mit vorwärts bogigen Seitenadern die intramarginal zusammenlaufen. Es sind abfallende, kleine und pfriemliche Nebenblätter vorhanden.
Carpotroche brasiliensis ist zwittrig oder männlich, also androdiözisch.
Die Blüten erscheinen achselständig, die weiblichen einzeln oder bis zu dritt, die männlichen zu dritt bis fünft in kurzen und behaarten traubigen Blütenständen. Die weißen und duftenden Blüten mit doppelter Blütenhülle sind gestielt. Die Blüten sind 3–5 Zentimeter groß, die zwittrigen sind etwas größer als die männlichen. Es sind 3 ungleiche, außen fein behaarte, verkehrt-eiförmige Kelchblätter und 7–12 ungleiche, dachige, verkehrt-eiförmige Kronblätter ausgebildet. Es sind viele kurze und kurzhaarige Staubblätter mit länglichen Antheren vorhanden, in den zwittrigen Blüten weniger. Der ungleich geflügelte und behaarte, einkammerige Fruchtknoten ist oberständig mit 5–7 kurzen, freien, behaarten Griffeln mit büschelig geteilten, pinselförmigen Narben.
Es werden 7–20 Zentimeter große, kugelige oder eiförmige bis ellipsoide, holzige, vielsamige und grünliche, leicht rippige und mehrfach geflügelte, raue Beeren (Panzerbeere) mit dicker, fibröser Schale gebildet. Die bis zu 14, papierigen und ganzen bis eingeschnittenen, wellig-rüschigen Flügel sind angepresst oder abstehend und etwa 1–2,5 Zentimeter lang. Die vielen ungleichförmigen, etwa 1–2 Zentimeter großen Samen liegen in einer saftigen, orange-gelben Pulpe.

## Verwendung
Die etwas unansehnlichen, aber angenehm schmeckenden Früchte sind essbar. Sie sind bekannt als Leprafrucht, Affenfrucht, Sapucainha oder Ruchuchu.
Das Samenöl (Sapucainhaöl) wird medizinisch genutzt, es enthält überwiegend die eher seltenen zyklischen Fettsäuren Chaulmoograsäure, Hydnocarpinsäure und Gorlisäure. Es wird zur Behandlung von Lepra, Hautkrankheiten und als Antiparasitikum sowie als Enthaarungsmittel verwendet.
Das mittelschwere, spröde und mäßig beständige Holz wird für einige Anwendungen genutzt.